# Ignase
Ignase – wieś w Estonii, w prowincji Tartu, w gminie Kastre.

## Etymologia
Nazwa wsi wywodzi się od nazwy dawnej karczmy Ignasa i gospodarstwa Villema. Nazwa karczmy wywodzi się od łacińskiego imienia Ignacy, tłumaczonego jako "gorący, płonący". 

## Historia
Przed reformą estońskiej administracji samorządu lokalnego w 2017 roku wieś Ignase należała do gminy Haaslava.

## Demografia
Według spisu ludności z 2011 roku w Ignase mieszkało 111 mieszkańców, z czego 87 (78,4%) stanowili Estończycy. Według spisu ludności z 2021 roku w Ignase mieszkało 98 mieszkańców, z czego 82 (83,7%) stanowili Estończycy.